# Fußball-Stadtauswahl Berlin
Die Fußball-Stadtauswahl Berlin war die Zusammenfassung von Fußballspielern aus unterschiedlichen Fußballklubs der Stadt Berlin und Umgebung zur Austragung von Auswahl- und Städtespielen. Sie stand bis 1911, und wieder ab 1949, unter der Federführung des Verbandes Berliner Ballspielvereine (VBB). Zwischenzeitlich waren der Verband Brandenburgischer Ballspielvereine (bis 1933), der Gau Berlin-Brandenburg (bis 1945) und der Kommunalsport der Stadtverwaltung (bis 1949) zuständig. Die Auswahlmannschaft hat mehr als siebzig Jahre lang existiert und annähernd 550 Spiele ausgetragen.
Da die „Stadtauswahl“ ihren Verband (zeitweise: Gau) auch in den Spielen um den Kronprinzen- und Bundespokal und anderen Wettbewerben repräsentierte, und außerdem oft Spieler aus Umlandvereinen wie Nowawes 03 oder Friesen Cottbus mitwirkten, wäre zusammenfassend die Bezeichnung „Verbandsauswahl“ korrekter. Sie firmierte eher dann als Stadtauswahl, wenn sie gegen andere Städte (nicht: regionale Verbände) antrat. Nach 1945 waren jedoch Verbands- und Stadtgebiet dasselbe.
Kernstück der Repräsentativspiele war zweifellos Berlin gegen Hamburg mit insgesamt 70 Begegnungen. Bei elf Unentschieden gewann Berlin 22 mal, Hamburg 37 mal. Als Beginn des „offiziellen Spielverkehrs“ wird das Spiel am 4. Juni 1899 auf dem Heiligengeistfeld in Hamburg gegen die Berliner Auswahl geführt, das mit einem 6:1-Erfolg der aus Spielern des SC Germania, FC Victoria und von Altona 93 gebildeten Hamburger Auswahl endete. Außer mit Hamburg wurde auch mit Wien über Jahre die Tradition der Städtespiele gepflegt. Dabei gab es insgesamt 45 Begegnungen mit sieben Siegen, vier Unentschieden und 34 Niederlagen. Anfang der 50er Jahre war für Berlin gegen Wien nichts zu gewinnen. Auch am 31. Oktober 1954 dominierten die Donau-Städter an der Spree mit 4:0. Intensiv war auch der Spielverkehr mit München, wobei die Bilanz in 23 Spielen mit neun Erfolgen, fünf Unentschieden und neun Niederlagen ausgeglichen blieb. Erst am 19. Juni 1927 gelang der Münchner Stadtauswahl mit 4:1 der erste Sieg über die Reichshauptstadt.

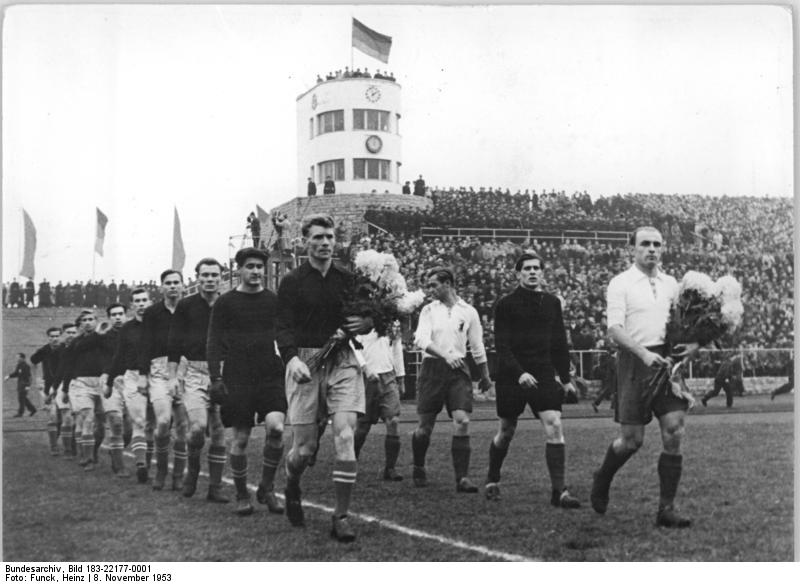
Berliner Stadtauswahl (Ost) gegen Torpedo Moskau

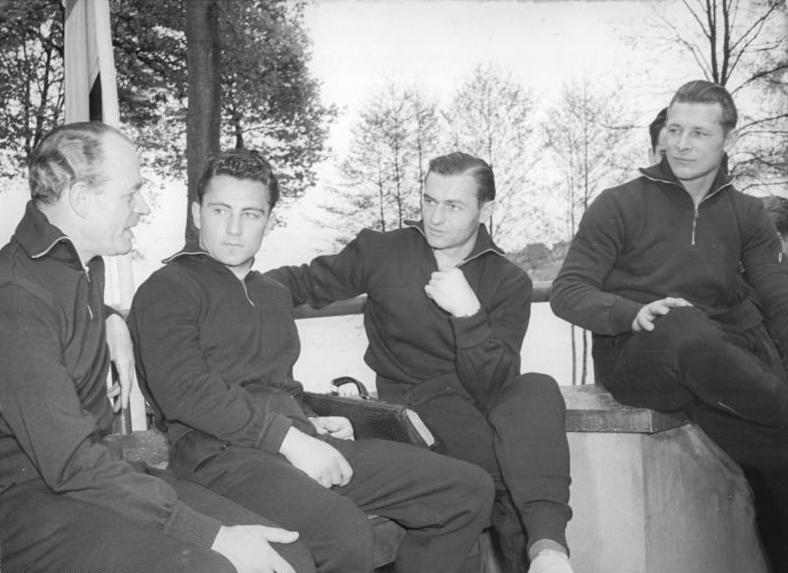
Gesamt-Berlins Fußballer im Trainingslager vor dem Städtespiel gegen Prag

## Geschichte

### Anfänge
Die meisten Stadtauswahlspiele fanden vor dem Zweiten Weltkrieg sowie nach dessen Ende bis zum Start der Fußball-Bundesliga im Jahr 1963 statt. Häufige Gegner waren zum Beispiel die Fußball-Stadtauswahl Hamburg oder Wien. Bereits am 29. Oktober 1899 gastierte die Berliner Stadtauswahl erstmals in Wien und gewann das Spiel mit 2:0 Toren. Im Jahr 1900 reiste man im April zu zwei Spielen nach Budapest (um dort gegen Vereinsmannschaften anzutreten) und 1901 nach England zu Spielen gegen Southampton, Aston Villa, Tottenham Hotspur, Millwall und Richmond in London. Am 11. Dezember 1904 gelang ein 6:3-Heimerfolg über Leipzig mit Camillo Ugi vom VfB Leipzig in deren Reihen. Gegen Kopenhagen wurden 1906 und 1907 die ersten Spiele ausgetragen. Im April 1911 wurden drei Spiele in Moskau bestritten und im Mai 1913 führte die Reise erstmals nach Paris. Am 28. April 1911 setzte sich Hamburg mit 2:1 gegen den Gast aus Berlin durch. Nach Ende des Ersten Weltkriegs führte Berlin am 14. September 1919 ein Spiel gegen München (3:1) und am 14. Dezember 1919 gegen Nürnberg/Fürth (1:4) durch
. Ein kleines Jubiläum gab es am 26. April 1953 im Olympiastadion: Berlin und Paris trafen zum zehnten Mal seit der Premiere am 16. Mai 1913 aufeinander.
Auch in den Kriegsjahren 1939 bis 1944 fanden zahlreiche Berliner Stadtauswahlspiele statt, gegen deutsche, aber auch internationale Gegner. International traf Berlin von November 1939 bis September 1941 auf Bukarest (0:1), spielte dreimal gegen Sofia (4:2, 3:0, 4:0), zweimal gegen Bratislava (5:2, 0:0) und einmal gegen Posen (2:4), dessen Mannschaft aus neun Gastspielern sowie Friedrich Scherfke und einem weiteren einheimischen Posener bestand. Zweimal trat man gegen Mailand an (3:2, 2:2) und auch zweimal gegen Wien (2:3, 2:5), das zu der Zeit nicht als „international“ betrachtet wurde (bis 1944 folgten drei weitere Treffen mit Wien). Torhüter Helmut Jahn war in neun der hier in Betracht kommenden Spiele dabei, darunter zum Start dieser Serie am 19. November 1939 in Bukarest und an deren Ende (vermutlich vom Redaktionsschluss des Almanach gesetzt), am 14. September 1941 in Wien bei der 2:5-Niederlage. Im Feld wurde Jahn von Verteidiger Hans Appel mit zehn Einsätzen übertroffen.

### Nach dem Zweiten Weltkrieg
Nach Ende des Zweiten Weltkriegs wurden die Städtespiele mit der Begegnung am 19. April 1946 in Berlin gegen Dessau (2:1) wieder eröffnet. Vor 30.000 Zuschauern trat die Berliner Auswahl am Gesundbrunnen mit folgenden Spielern im WM-System an: Karl-Heinz Steinbeck; Rudolf Junik, Heinz Brand; Heinz Warstat, Rudolf Kippel, Walter Zunker; Heinz Ritter, Hermann Paul, Bernd Nikolin, Willi Petrauschke, Karl Hientz. Bekannte Spieler der Elf aus Sachsen-Anhalt waren Torhüter Karl-Heinz Höger, Walter Elze, Heinz Gehlert, Hans Manthey, Heinz Trenkel, Hellmut Schmeißer und Werner Welzel. Es folgten in diesem Jahr noch zwei Spiele gegen Dresden (2:6, 2:1), das Rückspiel in Dessau (5:0) und die Partie gegen Zwickau (2:4).
Am 19. November 1947 wurde die Spielserie gegen Hamburg in der Hansestadt wieder aufgenommen. Vor 40.000 Zuschauern auf dem Victoriaplatz gab es mit 0:7 eine deutliche Niederlage für die Berliner. Die Gastgeber waren in einer Aufstellung mit Ludwig Alm; Heinz Hempel, Herbert Holdt; Hans Appel, Walter Dzur, Harald Stender; Erich Ebeling, Heinz Spundflasche, Alfred Boller, Heinrich Schaffer und Rolf Börner aufgelaufen. Mittelstürmer Boller zeichnete sich als fünffacher Torschütze aus. Die Berliner-Auswahl mit Reinhold Kebschull; Fritz Gärtner, Kurt Podratz; Rudolf Kippel, Kurt Läßker, Heinz Brand; Bernd Nikolin, Gerhard Graf, Hermann Paul, Hans Baron und Heinz Ritter war gegen die starken Hamburger chancenlos.

### In der geteilten Stadt
Im Jahr 1951 konnten wieder die ersten internationalen Spiele gegen Zürich, Lausanne und London ausgetragen werden. Als am 11. Februar 1951 in Berlin das erste internationale Nachkriegsstädtespiel gegen Zürich ausgetragen wurde, waren 90.000 Zuschauer im Olympiastadion bei einem 2:2-Remis versammelt. Der eidgenössische Stürmerstar Alfred Bickel zeichnete sich für beide Treffer der Gäste aus. Die Berliner waren in der Aufstellung mit Karl-Heinz Steinbeck; Rudolf Junik, Kurt Podratz; Hans Kreische (49. M. Helmut Jonas), Herbert Stelter, Erich Wittig; Erwin Wax, Paul Salisch, Hans Berndt, Horst Schmutzler und Fritz Wilde aufgelaufen und zweimal in Führung gegangen. Am 21. September 1952 verloren die Berliner in Wien mit 0:6. Sie waren in der Formation mit Birkner, Deinert, Strehlow, Nickel, Stelter, Wittig, Wenske, Graf, Retter, Lemm und Horst Schulz im Praterstadion aufgelaufen. Im März 1953 gewann London im heimischen Arsenalstadion Highbury unter Flutlicht vor 56.000 Zuschauern mit 6:1. Zum Rückspiel am 18. September 1953 in Berlin gab die Fußball-Woche sogar eine Sonderausgabe heraus. Die Gäste gewannen mit 4:0. Berlin spielte mit: Wittke (Union 06); Deinert (TeBe), Strehlow (Union 06); Müller (BSV 92), Köhna (TeBe), Herrmann (BSV 92); Wax (Union 06), Herrmann (Minerva 93), Karlsch (BSV 92), Paul (BSV 92), Sendrowski (BSV 92). Am 25. Dezember 1953 gab es ein Wettspiel zwischen den Auswahlmannschaften der seit 1950 getrennten Berliner Fußball-Verbände Ost und West. Über 50.000 Zuschauer sahen im Stadion Mitte einen 3:2-Erfolg von Ost-Berlin. Die zwei Teams waren in folgender Aufstellung angetreten: Ost: Spickennagel, ab 20. M. Jaschke; Eilitz, Händler, Scherbaum, W. Schulz, Baumann, Assmy, Wolf, Reichelt, Meyer, Wirth. West: Wittke; Deinert, Strehlow; Müller, Köhna, Herrmann; Niedzwiadek, Faeder, Karlsch, Paul, Sendrowski.
Am 11. Mai 1955 bestritt eine „Großberliner Mannschaft“ mit vier West- und sieben Ost-Berliner ein Städtespiel im Ulbricht-Stadion vor 70.000 Zuschauern gegen Prag und gewann durch einen Treffer des Ost-Berliners Lothar Meyer 1:0. Die gemeinsame Mannschaft setzte sich aus folgenden Spielern zusammen: Wolff (Union 06), Zöllner (BSV 92), Strehlow (Union 06), Maschke (SC Dynamo), Günter Schüler (Hertha BSC), Giersch (Vorwärts), Horst Assmy (Vorwärts), Schröter (Dynamo), Rolf Fritzsche, Meyer, Wirth (alle Vorwärts).
Am 19. Oktober 1960, anlässlich der „Berliner-Woche“ in Wien, fand ein Städtespiel zwischen Wien und Berlin statt. Die rotweißrote Nationalmannschaft um die Säulen Hanappi, Glechner, Koller, Senekowitsch, Hof, Flögel und Skerlan benutzte den Berliner Auftritt als Probe für das am 30. Oktober stattfindende Länderspiel gegen Spanien in Wien. Der Gastgeber setzte sich souverän mit 4:1 durch. Die Berliner Auswahl hatte sich aus den Spielern Tillich, Spohn, Schimmöller, Greuel, Schüler, Eder, Altendorff, Groß, Bruske, Steinert, Rosenfeldt, Faeder, Bäsler und Nocht zusammengesetzt. Am 6. November 1963 fand das letzte Städtespiel zwischen Berlin und Wien statt. Berlin verlor im Poststadion mit 2:3 und bezog damit die siebte Niederlage im siebten Spiel nach dem Zweiten Weltkrieg. Es war der 31. Sieg für Wien gegenüber acht Berliner Erfolgen und vier Unentschieden in 43 Begegnungen. Berlin spielte mit: Kellner (FC Hertha 03); Bäsler (Tasmania), Schimmöller (Hertha BSC); Becker (Tasmania), Peschke (Tasmania)/2. HZ. Meissel (BSV 92), Clausen (TeBe); Neumann (Tasmania), Faeder (Hertha BSC)/2. HZ. Krampitz (FC Hertha 03), Rosenfeldt (Tasmania), Steinert (Hertha BSC), Foit (TeBe).
Die Stadtauswahl Berlin nahm auch am Turnier des Messestädte-Pokal 1961/62 teil. Das Interesse am Messe-Pokal hatte sich vor Beginn seiner vierten Austragung gesteigert, so dass eine weitere Aufstockung der Starterzahl von zuvor 16 auf nun 28 vorgenommen wurde. Es nahmen vier Stadtauswahl-Teams teil – Novi Sad, Leipzig, Berlin, Basel – und erstmals wurde mit dem Grundsatz gebrochen, wonach nur ein Klub aus einer Stadt an den Start gehen durfte: Barcelona (CF und Espanol), Mailand (AC und Inter) sowie Edinburgh (Heart of Midlothian und Hibernian) waren ausnahmsweise doppelt vertreten.
Die Berliner Auswahl setzte sich aus Spielern der Vereine Hertha BSC, SC Tasmania 1900 Berlin und Tennis Borussia Berlin zusammen. Zum Einsatz kamen die Torhüter Hans-Joachim Posinski und Wolfgang Tillich, die Verteidiger Rudolf Deinert und Hans-Günter Schimmöller, die Läufer Rudolf Zeiser, Günter Schüler und Hans Eder, sowie die Angreifer Wolfgang Neumann, Lutz Steinert, Wolfgang Rosenfeldt, Helmut Faeder, Erhard Foit und Peter Engler.
In der ersten Runde war für die Berliner gleich Endstation. Im Hinspiel am 20. September 1961 erzielte Lutz Steinert das Tor zum 1:0-Endstand gegen CF Barcelona. Zwei Wochen später verlor man gegen die Elf von Sándor Kocsis mit 0:3 im Camp Nou und schied aus.

### Bedeutungsverlust durch Bundesliga
Mit der Einführung des Profi-Fußballs durch den DFB in der Runde 1963/64 verringerte sich die Bedeutung der Städtespiele zwangsläufig. Die Zuschauerzahlen sanken drastisch, und fortan ließ sich Berlin fast ausschließlich durch Amateurvertretungen vertreten.

## Rangliste der Berufungen in die Stadtauswahl
- 104 Johannes Sobeck (Alemannia 90/Hertha BSC) 1922–1938
- 102 Hans Appel (BSV 92/Hertha BSC) 1930–1944
- 101 Emil Krause (Wacker 04/Hertha BSC) 1927–1944
- 85 Herbert Raddatz (Union Oberschöneweide) 1933–1949
- 63 Erich Ballendat (BSV 92) 1930–1942
- 62 Hans Berndt (Staaken/Tennis Borussia) 1936–1951
- 61 Helmut Faeder (Hertha BSC/Hertha Zehlendorf) 1954–1971
- 61 Gerhard Graf (Blau-Weiß/Tennis Borussia) 1940–1955
- 60 Karl Tewes (Viktoria 89/Hertha BSC) 1914–1924

## Berlins internationale Städtespiele 1938–1941
- 4. Dezember 1938, Berlin – Wien, 0:2. Berlin: Hermann Schwarz; Walter Bilek, Emil Krause; Herbert Raddatz, Hans Appel, Walter Schulz; Erich Ballendat, Fischer, Hans Berndt, Kästner, Hermann Hahn.[21]
- 19. November 1939, Bukarest – Berlin, 1:0. Berlin: Helmut Jahn; Appel, Krause; Buchmann, Boßmann, Erich Goede; Engelbracht, Rudolf Gellesch, Berndt, Fabian (46. Kästner), Paul Salisch.
- 5. November 1939, Berlin – Sofia, 4:2. Berlin: Jahn; Appel, Krause; Raddatz, Boßmann, Goede; Engelbracht, Dams, Berndt, Wilhelm Joraschkowitz, Salisch. Tore durch Berndt (2), Engelbracht und Salisch.
- 1. Mai 1940, Berlin – Preßburg, 5:2. Berlin: Jahn; Appel, Raddatz; Buchmann, Alfred Stahr, Hausmann; Meier, Mohr, Berndt, Kern, Salisch.
- 13. Mai 1940, Berlin – Wien; 3:4. Berlin: Jahn; Appel, Krause; Buchmann, Stahr, Hausmann; Ballendat, Bretag, Berndt, Gerhard Schulz, Fabian[22]
- 26. Mai 1940, Sofia – Berlin, 0:3. Berlin: Jahn; Appel, Krause; Buchmann, Tuschling, Raddatz; Ballendat, Gerhard Graf, Berndt, Hausmann, Salisch.
- 7. Juli 1940, Posen – Berlin, 4:2. Berlin: Rudolf Schönbeck; Raddatz, Krause; Buchmann, Tuschling, Stahr; Ballendat, Krebs (46. Lindecke), Berndt, Graf, Lukas Aurednik.
- 25. August 1940, Wien – Berlin, 3:2. Berlin: Jahn; Appel, Krause; Raddatz, Boßmann, Mohr; Ernst Lehner, Schellhase, Berndt, Kästner, Fritz Wilde.[23]
- 22. September 1940, Berlin – Mailand, 3:2. Berlin: Schönbeck; Appel, Krause; Buchmann (Stahr), Boßmann, Raddatz; Lehner, Schellhase, Berndt, Graf, Courths.
- 1. Januar 1941, Mailand – Berlin, 2:2. Berlin: Jahn; Appel, Engelbert Koch; Raddatz, Boßmann, Goede (Stahr); Lehner, Joraschkowitz, Berndt, Kurt Elsholz (Graf), Stanislaus Kobierski.
- 30. März 1941, Berlin – Sofia, 4:0. Berlin: Jahn; Appel, Krause; Bixemann, Boßmann, Seibert; Lehner, Graf, Berndt, E. Henning, Kobierski.
- 27. April 1941, Preßburg – Berlin, 0:0. Berlin: Jahn; Appel (100. Auswahlspiel), Krause; Raddatz, Boßmann, Goede; Ballendat, Joraschkowitz, Graf, Wilde, Kobierski.[24]